# Petrópolis
Petrópolis är en stad och kommun i Brasilien och ligger i delstaten Rio de Janeiro. Staden har cirka 190 000 invånare i centralorten och cirka 300 000 invånare i hela kommunen. Åren 1894-1902 var staden delstatshuvudstad i delstaten Rio de Janeiro. Ölsorten Itaipava bryggs här.
Petropolis anlades 1845 som en tysk jordbrukskoloni. Den blev senare känd som textil-, tobaks-, pappers- och livsmedelsindustristad. Det blev även genom sitt läge 800 meter över havet en populär sommarresidensort för Rio de Janeiros överklass, och presidenten inrättade ett sommarresidens här.
Stefan Zweig bodde i Petrópolis efter sin flytt till Brasilien. Huset han hyrde 1941-42 är idag museet Casa Stefan Zweig.

## Administrativ indelning
Kommunen var år 2010 indelad i fem distrikt:
- Cascatinha
- Itaipava
- Pedro do Rio
- Petrópolis
- Posse